# 김유정 (축구 심판)
김유정(1989년 4월 17일 ~ )는 대한민국의 전직 여자 축구 선수 및 풋살 선수겸 축구 심판이다. 선수 시절 포지션은 수비수였다.

## 축구인 경력
포항항도중학교와 포항여자고등학교, 위덕대학교 졸업했다. 2005년에 대한민국 여자 U-17 축구 국가대표팀 선수로 경기는 출전 하지 못했다. AFC U-17 여자 아시안컵(AFC U-17 여자 챔피언십)에 참가했다. 2014년부터 2016년까지 풋살팀인 부산 카파 FC에서 뛰었다. FK리그 여자부 2014-15 시즌 최다 득점상을 수상 하였다. 대학교 때까지 선수 생활하다가 부상으로 심판으로 했다. 2017년부터 전주시여학생FC에서 코치로도 활동하고 있다. 2017년부터 풋살팀인 전주 매그 FC에서 뛰고 있다.
2018년에는 국제 축구 연맹(FIFA) 소속 국제 심판으로 등록되었으며 2022년 FIFA U-20 여자 월드컵와 2023년 FIFA 여자 월드컵의 심판을 맡았다.

## 심판 경력
- WK리그 2016년 ~ 현재
- FIFA 2018년 ~ 현재

## 수상 내역
- FK리그 여자부 득점왕: 2014-15
- 대한축구협회 올해의 심판상 : 2019

## 참여 대회
- WK리그
- K3리그
- K4리그